# Heidenwall (Hamburg)

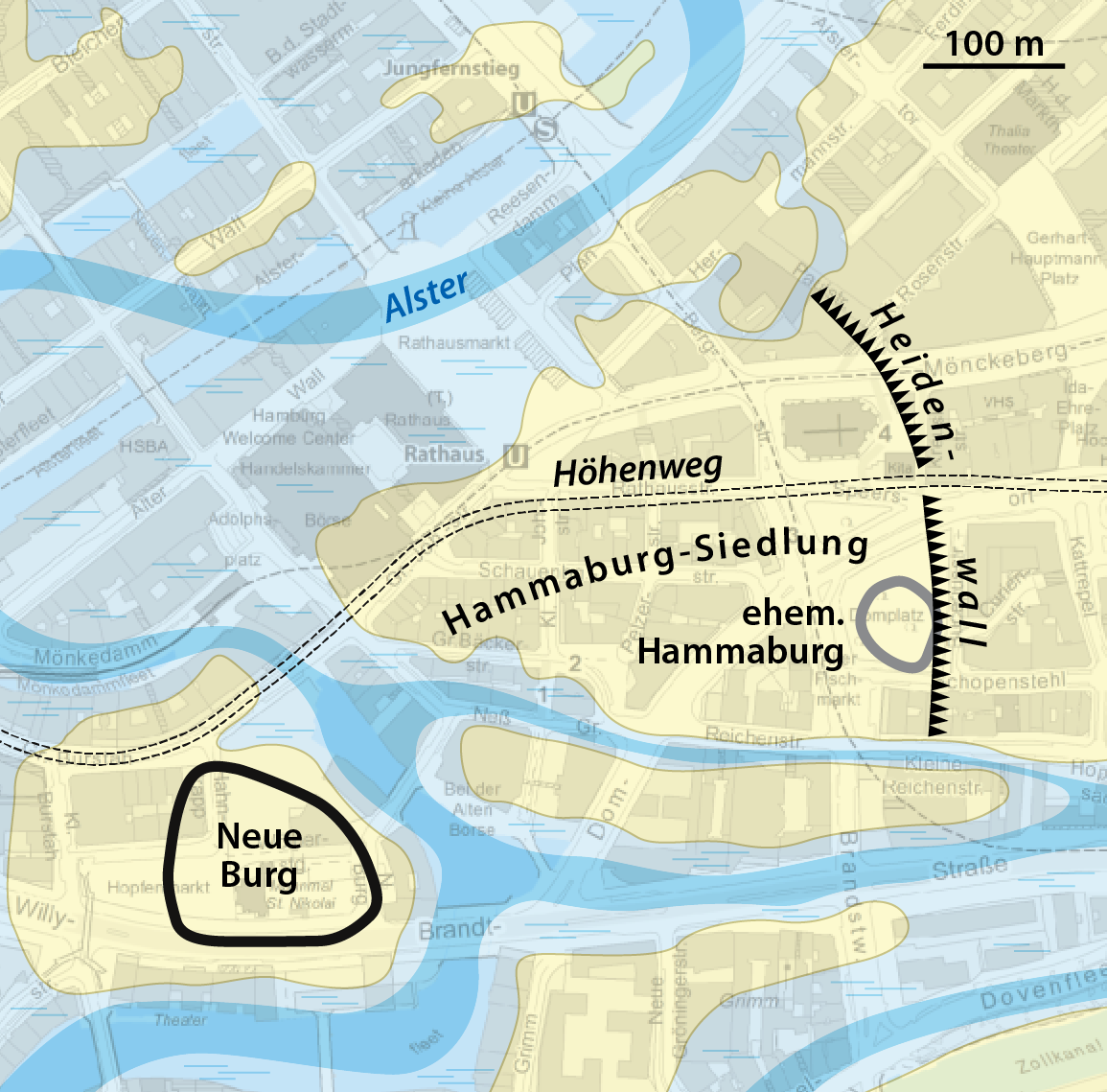
Lage des Heidenwalls, der Hammaburg und Neuen Burg, Projektion auf den heutigen Stadtplan

Der Heidenwall war eine mittelalterliche Wallanlage in Hamburg. Sie wurde nach heutigem Forschungsstand im 11. Jahrhundert angelegt und gilt als älteste Stadtbefestigung Hamburgs.

## Lage und Funktion
Der Heidenwall verlief als etwa 300 Meter langer Abschnittswall von einem Nebenarm der Elbe (dem späteren Reichenstraßenfleet) im Süden bis zur Alster im Norden und riegelte die auf einem Geestsporn in einer Alsterschleife gelegene Siedlung um die ältere Hammaburg nach Osten ab, um sie vor „heidnischen“ Angreifern, vornehmlich Slawen, zu schützen. Östlich vor dem mit Holz verstärkten Erdwall verlief ein Graben, der später als Abwasserkanal genutzt wurde und zum Teil noch bis ins 19. Jahrhundert anhand von Flurnamen („Hasenmoor“) und Grundstücksgrenzen im Stadtbild erkennbar war. Seit der Stadterweiterung im 13. Jahrhundert markierte der einstige Heidenwall zudem die Kirchspielgrenze zwischen den späteren Hauptkirchen St. Petri und St. Jacobi.

## Geschichte
Der Bau des Heidenwalls wird in das frühe 11. Jahrhundert verortet. Es könnte eines der Bauvorhaben gewesen sein, welches unter Kooperation von Herzog Bernhard II. und Erzbischof Unwan realisiert wurden. So würde die Errichtung des Heidenwalls zum Ausbau Hamburgs passen, welcher sich ab 1020 vollzieht. Dieser Ausbau umfasst wahrscheinlich sowohl den Bau der Neuen Burg, des Doms und des Heidenwalls. Die erste Funktion des Heidenwalls gleich bei seiner Errichtung könnte der Schutz der anderen Großbaustellen gewesen sein.
In den Jahren 1066 und 1072 wurde Hamburg von Slawen angegriffen. Eine Beschädigung des Walls bei diesen Gelegenheiten ist anzunehmen, da auch bei der Neuen Burg Brandschichten gefunden wurden, welche zu diesen Überfällen passen würden.
Um 1260 wurde die mittelalterliche Stadtmauer unter Einschluss des St. Jacobi-Kirchspiels gebaut und der Heidenwall verlor seine Wehrfunktion. Teile des Walles sollen noch 1355 erhalten gewesen und letzte Reste um 1640 abgetragen worden sein zur Anlage eines Gartens von Bürgermeister Barthold Moller.
Der Wall war noch bis ins 19. Jahrhundert als Grünstreifen auf den Stadtkarten sichtbar.

## Archäologische Ausgrabungen und Funde
1938 wurden beim Bau des Pressehauses am Speersort Teile von Wall und Graben freigelegt. Jedoch war man sich aufgrund unklarer Datierungen lange Zeit nicht einig, ob es sich hierbei um Reste der in dieser Gegend vermuteten Hammaburg oder um eine eigenständige Wallanlage handelte.
1962 wurde neben der St. Petri-Kirche zudem ein kreisrundes Fundament aus Findlingen entdeckt, das zunächst irrtümlich für die Reste einer bischöflichen Burg (Bischofsturm) gehalten wurde. Heute geht man jedoch im Lichte neuerer Funde in der Umgebung und einer auf dieser Basis erfolgten Neudatierung davon aus, dass es sich bei dem Steinfundament um das älteste Stadttor Hamburgs handelt, da hier die auf einem alten Höhenweg verlaufende Steinstraße den Heidenwall passierte. Später soll es auch noch weitere Tore am Schopenstehl und Hopfensack (Hopfentor) gegeben haben.